# Pontedeva
Pontedeva è un comune spagnolo di 679 abitanti situato nella comunità autonoma della Galizia.